# Konstal 106N
Konstal 106N – prototypowe wagony tramwajowe wyprodukowane w 1977, 1985 i 1987 r. w zakładach Konstal w Chorzowie. Konstrukcyjnie wywodziły się z tramwajów typu 105N, w stosunku do których zmieniono rozruch oporowy na nowocześniejszy rozruch tyrystorowy. Ogółem wyprodukowano siedem tramwajów typu 106N, które różniły się od siebie konstrukcją rozruchu tyrystorowego i wyglądem zewnętrznym.
Doświadczenia zgromadzone podczas jazd próbnych i eksploatacji przyczyniły się do skonstruowania tramwajów typu 106Na.

## Konstrukcja
106N to jednoczłonowy, jednokierunkowy, wysokopodłogowy, silnikowy wagon tramwajowy. Pod względem mechanicznym jest zbliżony do typu 105N, jednakże szkielet nadwozia został zmodyfikowany poprzez usunięcie wyprofilowania na rozrusznik oporowy. Nadwozie opiera się na dwóch dwuosiowych wózkach, przy czym na jedną oś przypada jeden silnik prądu stałego typu LTa-220. W tramwajach typu 106N zastosowano rozruch tyrystorowy projektu Instytutu Elektrotechniki, który z założenia miał się przyczynić do zmniejszenia awaryjności i poboru energii elektrycznej.

## Dostawy
| Państwo        | Nabywca                  | Typ            | Lata dostaw    | Liczba | Numery taborowe  | Uwagi                                                                             |       |
| -------------- | ------------------------ | -------------- | -------------- | ------ | ---------------- | --------------------------------------------------------------------------------- | ----- |
| Polska         | Instytut Elektrotechniki | 106N           | 1987           | 2      | 1, 2             | testowane w Warszawie i odkupione przez nią w 1985 r., wygląd nadwozia jak w 105N | [ 1 ] |
| Polska         | Poznań                   | 106N           | 1987           | 2      | 265, 266         |                                                                                   | [ 1 ] |
| Polska         | Warszawa                 | 106N           | 1985, 1987     | 3      | 2001, 2002, 2005 | wygląd nadwozia jak w 105Na                                                       | [ 1 ] |
| Łączna liczba: | Łączna liczba:           | Łączna liczba: | Łączna liczba: | 7      |                  |                                                                                   |       |

## Eksploatacja

### Poznań
W 1985 r. do Poznania sprowadzono dwa tramwaje typu 106N. W stolicy Wielkopolski otrzymały one numery taborowe 265 i 266. W 1991 r. aparatura z rozruchem tyrystorowym została zdemontowana w obydwu wagonach i zastąpiona oporową.

### Warszawa
Pierwsze dwa tramwaje nr 1 i 2 zakupił Instytut Elektrotechniki z myślą o przetestowaniu ich na torowiskach warszawskiego systemu tramwajowego. W latach 1978–1982 tramwaje przechodziły jazdy próbne bez pasażerów, a w 1982 r. także z pasażerami, jednak częste awarie wymuszały wyłączanie wagonów z ruchu. W 1985 r. Warszawa odkupiła wagony od Instytutu i nadała im nowe numery 2003 i 2004. 10 lat później usunięto rozruch tyrystorowy i zastąpiono go oporowym z tramwajów typu 105Na.
Kolejne dwa tramwaje o numerach 2001 i 2002 przybyły do Warszawy w 1985r r., a dwa lata później jeszcze jeden, oznaczony nr 2005. W stosunku do wagonów z 1977 r. zmodyfikowano układ rozruchu podejmując próbę wyeliminowania usterek tyrystorów oraz zamontowano nadwozia identyczne jak w wagonach typu 105Na. Modyfikacje dokonane w rozruchu tyrystorowym nie obniżyły poziomu awaryjności, więc w 1990 r. wszystkie trzy egzemplarze przeszły przebudowę na typ 105Na.
Ostatnim zachowanym tramwajem 106N (przebudowanym wszak na 105Na) jest wagon nr 2002, który współcześnie służy jako eksponat na terenie miasteczka ruchu drogowego warszawskiej straży miejskiej.